# Peromyscus perfulvus
Peromyscus perfulvus är en däggdjursart som beskrevs av Wilfred Hudson Osgood 1945. Peromyscus perfulvus ingår i släktet hjortråttor och familjen hamsterartade gnagare. IUCN kategoriserar arten globalt som livskraftig. Inga underarter finns listade i Catalogue of Life.

## Utseende
Peromyscus perfulvus blir med svans 20,8 till 25,4 cm lång och svanslängden är 11,0 till 13,8 cm. Djuret har 2,3 till 2,6 cm långa bakfötter och 1,8 till 2,0 cm stora öron. Vikten är 29,7 till 42 g. Pälsen på ovansidan har en kanelbrun färg med inslag av rödbrunt och dessutom finns mörkare hår inblandade som är mer talrik nära stjärten. Undersidan päls är vitaktig eller helt vit (på hakan och strupen). Arten har en brun svans som är lite ljusare på undersidan. Den är bra täckt med hår.

## Utbredning
Denna gnagare förekommer i sydvästra Mexiko. Den lever i tropiska lövfällande skogar, i galleriskogar och på jordbruksmark.

## Ekologi
När honan inte är brunstig lever varje exemplar ensam. Peromyscus perfulvus är aktiv på natten. Den går på marken och klättrar i växtligheten. Individer i fångenskap åt frön, frukter och insekter. Antagligen har arten i naturen samma föda. Djuret jagas av ozelot (Leopardus pardalis) och troligen av andra rovlevande djur.
Det klotrunda boet byggs av gräs och andra växtdelar. Det göms i träd, under lövskiktet eller mellan klätterväxter. Honor kan para sig under alla årstider. Efter 39 till 46 dagar dräktighet föds en till tre ungar per kull. De väger i början 2 till 3 g är blinda och saknar hår. Ungarna diar sin mor cirka 25 dagar.